# Wollebrand
De Wollebrand is een recreatiegebied in Honselersdijk, in de gemeente Westland.
Het bestaat uit twee delen, een recreatieplas en een natuurlijke waterberging.
Bij de recreatieplas is een strandje en een kabelskibaan waar men kan waterskiën en wakeboarden.
De natuurlijke waterberging grenst aan het natuurgebied Zeven Gaten en langs de Zweth, het kan bij grote regenval 225 000 m³ water opvangen.
Bij de natuurlijke waterberging zijn veel vogels te vinden onder meer de lepelaar, aalscholver, krakeend, kievit, Canadese gans, bergeend en slobeend.
Verder is er nog een wielerparcours, het is het thuisparcours van wielervereniging "Westland Wil Vooruit". In 2015 werd er voor de 15de en laatste keer de Wollebrandcross gehouden.
Elk jaar vindt er de start plaats van het Varend Corso.